# Campionati asiatici di lotta 1983
I Campionati asiatici di lotta 1983 sono stati la 3ª edizione della manifestazione continentale organizzata dalla FILA. Si sono svolti dall'8 al 1º novembre 1983 a Tehran, in Iran.

## Medagliere
| Pos.   | Paese    | Oro | Argento | Bronzo | Totale |
| ------ | -------- | --- | ------- | ------ | ------ |
| 1      | Iran     | 16  | 4       | 0      | 20     |
| 2      | Giappone | 3   | 6       | 3      | 12     |
| 3      | India    | 1   | 7       | 10     | 18     |
| 4      | Pakistan | 0   | 3       | 4      | 7      |
| 5      | Cina     | 0   | 0       | 3      | 3      |
| Totale | Totale   | 20  | 20      | 20     | 60     |

## Podi

### Lotta libera maschile
| Evento  | Oro                            | Argento                     | Bronzo                |
| 48 kg   | Majid Torkan (IRI)             | Takashi Kobayashi (JPN)     | Liang Dejin (CHN)     |
| 52 kg   | Yaghoub Najafi (IRI)           | Kuldeep Singh (IND)         | Zhang Jianhua (CHN)   |
| 57 kg   | Askari Mohammadian (IRI)       | Toshio Asakura (JPN)        | Guan Bunima (CHN)     |
| 62 kg   | Kazuhito Sakae (JPN)           | Mohsen Kaveh (IRI)          | Ashok Kumar (IND)     |
| 68 kg   | Khosro Pishro (IRI)            | Kokichi Sugino (JPN)        | Jagminder Singh (IND) |
| 74 kg   | Aziz Vagozari (IRI)            | Naomi Higuchi (JPN)         | Naresh Kumar (IND)    |
| 82 kg   | Mohammad Hossein Mohebbi (IRI) | Jagdish Kumar (IND)         | Ahmed Khalil (PAK)    |
| 90 kg   | Mohammad Hassan Mohebbi (IRI)  | Abdul Majeed Maruwala (PAK) | Sukhbir Singh (IND)   |
| 100 kg  | Tamon Honda (JPN)              | Hossein Golabi (IRI)        | Kartar Singh (IND)    |
| +100 kg | Alireza Soleimani (IRI)        | Rajinder Singh (IND)        | Hirokazu Okawa (JPN)  |

### Lotta greco romana
| Evento  | Oro                        | Argento                     | Bronzo                |
| 48 kg   | Morteza Papinia (IRI)      | Ram Pal (IND)               | Abid Hussain (PAK)    |
| 52 kg   | Ali Khani (IRI)            | Sanaullah (PAK)             | Kuldeep Singh (IND)   |
| 57 kg   | Toshio Asakura (JPN)       | Gholam Mohseni (IRI)        | Rohtas Singh (IND)    |
| 62 kg   | Hossein Touranian (IRI)    | Kazuhito Sakae (JPN)        | Ashok Kumar (IND)     |
| 68 kg   | Mohammad Bana (IRI)        | Kokichi Sugino (JPN)        | Jagminder Singh (IND) |
| 74 kg   | Mousa Tabatabaei (IRI)     | Naresh Kumar (IND)          | Naomi Higuchi (JPN)   |
| 82 kg   | Fereydoun Behnampour (IRI) | Jagdish Kumar (IND)         | Muhammad Anwar (PAK)  |
| 90 kg   | Hassan Babak (IRI)         | Abdul Majeed Maruwala (PAK) | Sukhbir Singh (IND)   |
| 100 kg  | Kartar Singh (IND)         | Hesamoddin Jafari (IRI)     | Khalid Ahmed (PAK)    |
| +100 kg | Davoud Ayoub (IRI)         | Rajinder Singh (IND)        | Hirokazu Okawa (JPN)  |